# Hexatoma (Eriocera) wiedemanni
Hexatoma (Eriocera) wiedemanni is een tweevleugelige uit de familie steltmuggen (Limoniidae). De soort komt voor in het Neotropisch gebied.